# Lilla Verveln
Lilla Verveln är en sjö i Vimmerby kommun i Småland och ingår i Motala ströms huvudavrinningsområde. Sjöns area är 0,046 kvadratkilometer och den är belägen 147 meter över havet.